# Formula di Feynman-Kac
In matematica, la formula di Feynman-Kac, il cui nome si deve ai suoi autori Richard Feynman e Mark Kac, è un'equazione che fornisce una rappresentazione della soluzione di alcune classi di equazioni alle derivate parziali (PDE) utilizzando le proprietà probabilistiche dei processi stocastici. 

## Equazione omogenea
Si consideri una PDE nella forma
{\displaystyle {\frac {\partial f}{\partial t}}(x,t)+\mu (x,t){\frac {\partial f}{\partial x}}(x,t)+{\frac {1}{2}}\sigma ^{2}(x,t){\frac {\partial ^{2}f}{\partial x^{2}}}(x,t)=0,}
sotto la condizione terminale
{\displaystyle f(x,T)=\psi (x),}
dove {\displaystyle \mu }, {\displaystyle \sigma } e {\displaystyle \psi } sono funzioni note, e {\displaystyle f} è incognita. La formula di Feynman-Kac stabilisce che la soluzione può essere scritta come un valore atteso
{\displaystyle f(x,t)={\textrm {E}}\left[\psi (X_{T})|X_{t}=x\right],}
dove {\displaystyle X} è un processo di Itō caratterizzato dall'equazione differenziale stocastica
{\displaystyle dX=\mu (X,t)dt+\sigma (X,t)dW_{t}}.
Il valore atteso sopra può essere approssimato tramite metodi Monte Carlo o quasi-Monte Carlo.

### Dimostrazione
La verifica della correttezza della soluzione procede applicando il lemma di Itō alla funzione incognita {\displaystyle f}. Si ha
{\displaystyle df(x,t)=\left(\mu (x,t){\frac {\partial f}{\partial x}}(x,t)+{\frac {\partial f}{\partial t}}(x,t)+{\frac {1}{2}}\sigma ^{2}(x,t){\frac {\partial ^{2}f}{\partial x^{2}}}(x,t)\right)dt+\sigma (x,t){\frac {\partial f}{\partial x}}(x,t)dW_{t}.}
Il primo termine tra parentesi è la PDE in questione, ed è per ipotesi nullo. Integrando ambo i membri dell'espressione restante si ottiene
{\displaystyle \int _{t}^{T}df(x,t)=f(X_{T},T)-f(x,t)=\int _{t}^{T}\sigma (x,t){\frac {\partial f}{\partial x}}(x,t)\,dW_{t},}
da cui, riorganizzando i termini e prendendo il valore atteso di ambo i membri
{\displaystyle f(x,t)={\textrm {E}}\left[f(X_{T},T)\right]-{\textrm {E}}\left[\int _{t}^{T}\sigma (x,t){\frac {\partial f}{\partial x}}(x,t)\,dW_{t}\right]}
Poiché il valore atteso di un integrale di Itō rispetto al moto browniano {\displaystyle W_{t}} è nullo, si ottiene la soluzione desiderata:
{\displaystyle f(x,t)={\textrm {E}}\left[f(X_{T},T)\right]={\textrm {E}}\left[\psi (X_{T})\right]={\textrm {E}}\left[\psi (X_{T})|X_{t}=x\right]}

## Estensione 1
La soluzione sopra illustrata può essere estesa a una classe di PDE più ampia; è infatti possibile mostrare che l'equazione della forma
{\displaystyle {\frac {\partial f}{\partial t}}(x,t)+\mu (x,t){\frac {\partial f}{\partial x}}(x,t)+{\frac {1}{2}}\sigma ^{2}(x,t){\frac {\partial ^{2}f}{\partial x^{2}}}(x,t)-k(t)f(x,t)=0}
sotto la condizione terminale
{\displaystyle \ f(x,T)=\psi (x)}
ha per soluzione:
{\displaystyle f(x,t)={\textrm {E}}\left[\exp \left\{-\int _{t}^{T}k(u)du\right\}\psi (X_{T})|X_{t}=x\right].}
La dimostrazione di questo risultato procede sulla falsariga di quella esposta sopra, con la differenza che il lemma di Itō è applicato alla funzione
{\displaystyle g(x,t)=f(x,t)\exp \left\{\int _{t}^{T}k(u)du\right\}.}
La soluzione di equazioni nella forma testé esaminata è frequente nell'ambito della finanza matematica; la celebre equazione di Black-Scholes, che determina il prezzo di non arbitraggio di uno strumento derivato, ha infatti tale forma.

## Estensione 2
Si consideri la PDE
{\displaystyle {\frac {\partial f}{\partial t}}(x,t)+\mu (x,t){\frac {\partial f}{\partial x}}(x,t)+{\frac {1}{2}}\sigma ^{2}(x,t){\frac {\partial ^{2}f}{\partial x^{2}}}(x,t)-V(x,t)f(x,t)+u(x,t)=0,}
definita per ogni {\displaystyle x\in \mathbb {R} } e ogni {\displaystyle t\in [0,T]}, soggetta alla condizione:
{\displaystyle f(x,T)=\psi (x),}
dove {\displaystyle \mu ,\sigma ,\psi ,V,u}, sono funzioni note, {\displaystyle T} è un parametro e {\displaystyle f:\mathbb {R} \times [0,T]\to \mathbb {R} } l'incognita. La formula di Feynman-Kac stabilisce che la soluzione può essere scritta come un valore atteso condizionato
{\displaystyle f(x,t)=E^{Q}\left[\int _{t}^{T}e^{-\int _{t}^{r}V(X_{\tau },\tau )\,d\tau }u(X_{r},r)dr+e^{-\int _{t}^{T}V(X_{\tau },\tau )\,d\tau }\psi (X_{T}){\Bigg |}X_{t}=x\right]}
rispetto alla misura di probabilità {\displaystyle Q}, tale per cui {\displaystyle X} è un processo di Itō (processo di Wiener generalizzato) definito dall'equazione:
{\displaystyle dX=\mu (X,t)\,dt+\sigma (X,t)\,dW^{Q}}
dove {\displaystyle W^{Q}(t)} è un processo di Wiener (moto browniano) e la condizione iniziale per {\displaystyle X(t)} è {\displaystyle X(0)=x}.

### Derivazione
Sia {\displaystyle f(x,t)} una soluzione dell'equazione. Applicando il lemma di Itō al processo:
{\displaystyle Y(s)=e^{-\int _{t}^{s}V(X_{\tau },\tau )\,d\tau }f(X_{s},s)+\int _{t}^{s}e^{-\int _{t}^{r}V(X_{\tau },\tau )\,d\tau }u(X_{r},r)dr}
si ottiene:
{\displaystyle dY=de^{-\int _{t}^{s}V(X_{\tau },\tau )\,d\tau }f(X_{s},s)+e^{-\int _{t}^{s}V(X_{\tau },\tau )\,d\tau }\,df(X_{s},s)+de^{-\int _{t}^{s}V(X_{\tau },\tau )\,d\tau }df(X_{s},s)+d\int _{t}^{s}e^{-\int _{t}^{r}V(X_{\tau },\tau )\,d\tau }u(X_{r},r)dr}
Dal momento che: 
{\displaystyle de^{-\int _{t}^{s}V(X_{\tau },\tau )\,d\tau }=-V(X_{s},s)e^{-\int _{t}^{s}V(X_{\tau },\tau )\,d\tau }\,ds}
il terzo termine è {\displaystyle o(dtdu)} e può essere trascurato. Si ha inoltre che:
{\displaystyle d\int _{t}^{s}e^{-\int _{t}^{r}V(X_{\tau },\tau )\,d\tau }u(X_{r},r)dr=e^{-\int _{t}^{s}V(X_{\tau },\tau )\,d\tau }u(X_{s},s)ds}
Applicando nuovamente il lemma di Itō a {\displaystyle du(X_{s},s)} segue che{\displaystyle dY=e^{-\int _{t}^{s}V(X_{\tau },\tau )\,d\tau }\,\left(-V(X_{s},s)f(X_{s},s)+u(X_{s},s)+\mu (X_{s},s){\frac {\partial f}{\partial X}}+{\frac {\partial f}{\partial s}}+{\frac {1}{2}}\sigma ^{2}(X_{s},s){\frac {\partial ^{2}f}{\partial X^{2}}}\right)\,ds+e^{-\int _{t}^{s}V(X_{\tau },\tau )\,d\tau }\sigma (X,s){\frac {\partial f}{\partial X}}\,dW}Il primo termine contiene tra parentesi la PDE iniziale, ed è quindi nullo. Rimane
{\displaystyle dY=e^{-\int _{t}^{s}V(X_{\tau },\tau )\,d\tau }\sigma (X,s){\frac {\partial f}{\partial X}}\,dW.}
Integrando questa equazione da {\displaystyle t} a {\displaystyle T} si conclude che
{\displaystyle Y(T)-Y(t)=\int _{t}^{T}e^{-\int _{t}^{s}V(X_{\tau },\tau )\,d\tau }\sigma (X,s){\frac {\partial f}{\partial X}}\,dW}
Prendendo il valore atteso (condizionato su {\displaystyle X_{t}=x}) e osservando che il membro alla destra è un integrale di Itō, che ha valore atteso nullo, segue che: 
{\displaystyle E[Y(T)|X_{t}=x]=E[Y(t)|X_{t}=x]=f(x,t)}
Il risultato cercato si ottiene osservando che 
{\displaystyle E[Y(T)|X_{t}=x]=E\left[e^{-\int _{t}^{T}V(X_{\tau },\tau )\,d\tau }f(X_{T},T)+\int _{t}^{T}e^{-\int _{t}^{r}V(X_{\tau },\tau )\,d\tau }u(X_{r},r)dr{\Bigg |}X_{t}=x\right]}
ed infine:
{\displaystyle f(x,t)=E\left[e^{-\int _{t}^{T}V(X_{\tau },\tau )\,d\tau }\psi (X_{T})+\int _{t}^{T}e^{-\int _{t}^{s}V(X_{\tau },\tau )d\tau }u(X_{s},s)ds{\Bigg |}X_{t}=x\right].}